# Даниїл Паломник
Даниїл, або Данило Паломник (? — 9 вересня 1122?) — руський православний монах. Ймовірно, прийняв чернечу обітницю в Печерському монастирі під Києвом. Ігумен, клірик Чернігівської землі. За часів правління великого князя київського Святополка Ізяславича здійснив паломництво до Святої Землі, до Єрусалимського королівства (1104—1107). Зустрічався із єрусалимським королем Балдуїном І. Описав свою подорож у «Житії і ходінні Данила, Руської землі ігумена», що стало взірцем для наступних творів такого жанру в Русі. За припущенням Карамзіна, міг бути єпископом Данилом, поставленим на Юрієвську катедру в 1113 році після паломництва.

## Біографія

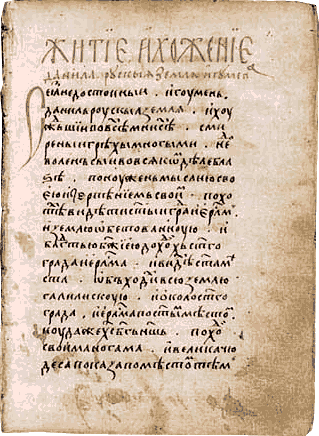
«Житіє і хожденіє Данила»

У Палестині, що входила в той час до складу створеного хрестоносцями Єрусалимського королівства, Данило провів 16 місяців. Він жив у монастирі св. Сави, звідкіля здійснював поїздки країною, відвідуючи місця, пов'язані з земним життям Ісуса Христа і біблійними подіями. Саме ці пам'ятки Данило описує особливо докладно, не упускаючи можливості нагадати зв'язані з ними перекази або апокрифічні легенди. Він описує, наприклад, лаву, на якій спочивало тіло знятого з хреста Христа, камінь неподалік, сидячи на якому ангел провістив про прийдешнє воскресіння Ісуса, описує Голгофу і навіть те заглиблення у скелі, в котрому, згідно з переказом, був уставлений хрест; він згадує місце, звідки був вознесений на небо у вогненній колісниці пророк Ілля, печеру, у якій Ісуса намагався спокусити диявол, будинок Преторії, куди Христа привели до Пілата, та ін. У деяких випадках Данило відтворює окремі епізоди, передає або сам складає репліки учасників подій (такий, наприклад, вигук Богородиці, що бачить розп'яття Ісуса).
Настільки ж конкретно й образно описує Данило природу Палестини. Він захоплюється родючістю південної землі, де добре виростають пшениця і ячмінь, а в садах — достаток різноманітних плодових дерев. Прагнення Данила до конкретності й наочності разюче: відстані він вимірює то довжиною перельоту стріли, то довжиною кидка каменя («як дорослий чоловік докине», — пояснює при цьому Данило), річку Йордан він порівнює зі знайомою йому в Русі річкою Снов (притока Десни): так само швидка її течія, так само звивисте річище. Тиверіадське озеро, пише Данило, можна обійти, а вода в ньому така смачна, що не може нею насититися питущий. В озері тім водиться риба — смачніша всіх риб, її полюбляв їсти Христос, на вигляд вона нагадує коропа. Настільки ж докладні і наочні описи архітектурних споруд: Данило розповідає про мармурові колони, розписані склепіння, мозаїчні підлоги палестинських храмів, про фортечні споруди.
Данило згадує про зустрічі з єрусалимським королем Балдуїном, про ризиковані поїздки по гірських дорогах, де подорожан підстерігали засідки «сарацинів», про богослужіння в Єрусалимському храмі. Данило постійно відчував себе посланцем Русі: не випадково він залишає в храмі св. Сави поминання за всіх руських князів, перелічивши їх, як у відповідному своєму часові ієрархічному порядку.
«Ходіння» Данила вартісне не лише як докладний путівник для прочан; воно відтворює знання і уявлення русинів про події і персонажі Священної історії, надаючи свідчення про широкий кругозір руських книжників початку XII ст.
«Ходіння» збереглося більш ніж у ста списках, починаючи з XV ст. під назвами «Хожденіє», «Странник», «Паломник». та ін. Воно вплинуло на розвиток жанру «ходінь» у літературах східних слов'ян. В наш час твір ігумена Данила, як і твори його послідовників, відносять до чітко визначеного окремого жанру — хожденій.

### Монографії, статті
- Веневитинов М. Хождение игумена Даниила в святую землю в начале XII ст. // ЛЗАК за 1876—1877 гг. 1884. Вып. 7 С. 1—138.
- Янин В. Л. Междукняжеские отношения в эпоху Мономаха и «Хождение игумена Даниила» // ТОДРЛ—1960—Т 16—С 112—131.
- Данилов В. В. О жанровых особенностях древнерусских хождений // ТОДРЛ. 1962. Т. 18. С. 21—37.
- Прокофьев Н. И Русские хождения XII—XV вв. // Литература Древней Руси и XVIII в. Москва, 1970. С 27—64.

### Довідники
- Ричка, В. М. Даниїл Паломник [Архівовано 4 червня 2016 у Wayback Machine.] // Енциклопедія історії України : у 10 т. / редкол.: В. А. Смолій (голова) та ін. ; Інститут історії України НАН України. — К. : Наукова думка, 2004. — Т. 2 : Г — Д. — С. 284. — ISBN 966-00-0405-2.
- Данило Паломник [Архівовано 4 травня 2021 у Wayback Machine.] // Українська мала енциклопедія : 16 кн. : у 8 т. / проф. Є. Онацький. — Накладом Адміністратури УАПЦ в Аргентині. — Буенос-Айрес, 1958. — Т. 2 : Д — Є, кн. 3. — С. 305. — 1000 екз.
- Махновець, Л. Українські письменники: Біо-бібліографічний словник: У 5 т. К., 1960. Т. 1. — С. 42—45.
- Творогов О. В. Даниил // Словарь книжников и книжности Древней Руси. Вып. 1. Ленинград, 1987. С 109—112.

- Даниїл Паломник // Універсальний словник-енциклопедія. — 4-те вид. — К. : Тека, 2006.